# Manganvesuvianit
Manganvesuvianit (IMA-Symbol: Mnves) ist ein sehr selten vorkommendes Mineral aus der Mineralklasse der „Silikate und Germanate“ mit der chemischen Zusammensetzung Ca19Mn3+Al10Mg2(SiO4)10(Si2O7)4O(OH)9 und damit chemisch gesehen ein Calcium-Mangan-Aluminium-Magnesium-Silikat mit zusätzlichen Sauerstoff- und Hydroxidionen.
Manganvesuvianit kristallisiert im tetragonalen Kristallsystem und findet sich in Form dünner, prismatischer Kristalle von wenigen Millimetern bis einigen Zentimetern Länge und roter, rotbrauner oder schwarzer Farbe.

## Etymologie und Geschichte
Benannt wurde das Mineral in Bezug auf seine nahe Verwandtschaft mit dem Vesuvianit, allerdings mit dem Unterschied des Manganüberschusses in der chemischen Zusammensetzung.
Erstmals entdeckt wurde der Manganvesuvianit im Jahre 2000 in der „Wessels Mine“ bei Hotazel und der nahe gelegenen „N'Chwaning II Mine“ bei Kuruman in der südafrikanischen Kalahari und beschrieben durch Thomas Armbruster, E. Gnos, R. Dixon, J. Gutzmer, C. Hejny, N. Döbelin und O. Medenbach.

## Klassifikation
Da der Manganvesuvianit erst im Jahr 2000 als eigenständiges Mineral anerkannt wurde, ist er in der seit 1977 veralteten 8. Auflage der Mineralsystematik nach Strunz noch nicht verzeichnet.
Im zuletzt 2018 überarbeiteten und aktualisierten Lapis-Mineralienverzeichnis nach Stefan Weiß, das sich aus Rücksicht auf private Sammler und institutionelle Sammlungen noch nach dieser alten Form der Systematik von Karl Hugo Strunz richtet, erhielt das Mineral die System- und Mineral-Nr. VIII/C.26-30. In der „Lapis-Systematik“ entspricht dies der Klasse der „Silikate und Germanate“ und dort der Abteilung „Gruppensilikate“, wo Manganvesuvianit zusammen mit Alumovesuvianit, Cyprin, Fluorvesuvianit, Magnesiovesuvianit, Vesuvianit und Wiluit die unbenannte Gruppe VIII/C.26 bildet (Stand 2018).
Die von der International Mineralogical Association (IMA) zuletzt 2009 aktualisierte 9. Auflage der Strunz’schen Mineralsystematik ordnet den Manganvesuvianit ebenfalls in die Abteilung der „Gruppensilikate (Sorosilikate)“ ein. Diese ist allerdings weiter unterteilt nach der Struktur der Silikatketten und der Koordination der beteiligten Kationen, so dass das Mineral entsprechend seiner Zusammensetzung in der Unterabteilung „Gruppensilikate mit gemischten SiO4- und Si2O7-Gruppen; Kationen in oktaedrischer [6]er- und größerer Koordination“ zu finden ist, wo es zusammen mit  Fluorvesuvianit, Vesuvianit und Wiluit sowie den als hypothetische Minerale geltenden Chlorvesuvianit, Hydroxylvesuvianit und Oxyvesuvianit die „Vesuvianitgruppe“ mit der System-Nr. 9.BG.35 bildet.
Auch die vorwiegend im englischen Sprachraum gebräuchliche Systematik der Minerale nach Dana ordnet den Manganvesuvianit in die Abteilung der Gruppensilikate, dort allerdings in die Unterabteilung der „Gruppensilikate mit insularen, gemischten, einzelnen und größeren Tetraedergruppen und Kationen in [6] und höherer Koordination; Einzel- und Doppelgruppen (n=1,2)“, wo er ebenfalls zusammen mit Fluorvesuvianit, Vesuvianit und Wiluit die „Vesuvianitgruppe“ mit der System-Nr. 58.02.04 bildet.

## Kristallstruktur
Manganvesuvianit kristallisiert im tetragonalen Kristallsystem in der Raumgruppe P4/n (Raumgruppen-Nr. 85) mit den Gitterparametern a = 15,575 Å und c = 11,824 Å sowie zwei Formeleinheiten pro Elementarzelle.

## Bildung und Fundorte
Manganvesuvianit bildet sich durch hydrothermale Vorgänge aus primären Mangan-Erzadern und Drusen. 
Außer an seiner Typlokalität, der „Wessels Mine“ und der nahe gelegenen „N'Chwaning II Mine“, fand sich das Mineral in Südafrika nur noch in der ebenfalls nahe gelegenen „N'Chwaning III Mine“.
Weitere bisher dokumentierte Fundorte sind die „Amamoor Mine“ in der Gympie Region (Queensland) in Australien, die „Cerchiara Mine“ im Val di Vara (Ligurien) in Italien, die „Jeffrey Mine“ bei Val-des-Sources in der kanadischen Gemeinde Les Sources (Québec), ein unbenannter natürlicher Aufschluss bei Barranco Hondo in der Gemeinde El Rosario auf der Kanareninsel Teneriffa, der Eastern Cliff nahe Kennack auf der Halbinsel The Lizard in Cornwall (England) im Vereinigten Königreich und der Steinbruch „White Knob“ im Lucerne Valley im San Bernardino County des US-Bundesstaates Kalifornien (Stand 2022).
Zwei weitere angegebene Fundorte, die „Harstigen Mine“ bei Pajsberg/Filipstad in Schweden und Franklin (New Jersey) in den USA, stellten sich bei späteren Untersuchungen als irrtümlich dem Manganvesuvianit zugeordnet heraus.